# Liste der Fliessgewässer im Flusssystem Rummelbach

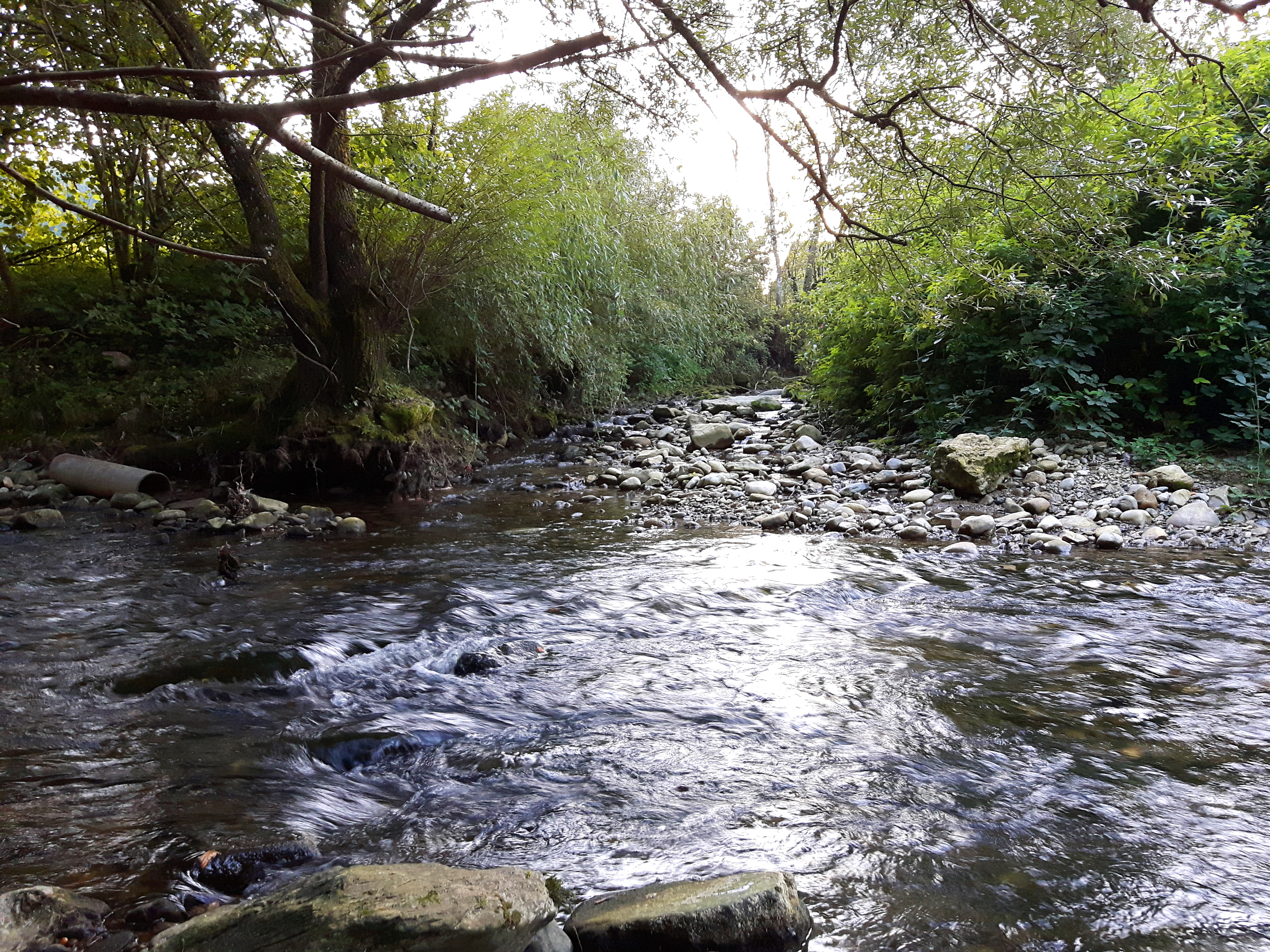
Der Rummelbach an der Mündung

Die Liste der Fliessgewässer im Flusssystem Rummelbach umfasst alle direkten und indirekten Zuflüsse des Rummelbachs, soweit sie namentlich im Aargauischen Geografischen Informationssystem eingetragen sind. Namenlose Zuläufe und Abzweigungen werden nicht aufgeführt. Die Längenangaben werden auf eine Nachkommastelle gerundet. Die Fliessgewässer werden jeweils flussabwärts aufgeführt. Die orografische Richtungsangabe bezieht sich auf das direkt übergeordnete Gewässer. 

## Rummelbach
Der Rummelbach ist ein 7 Kilometer langer Zufluss der Reppisch. 

## Zuflüsse
Direkte und indirekte Zuflüsse  des Rummelbachs
- Schulwegbach (rechts), 0,4 km
- Ghürschbach (rechts), 0,8 km
- Altischbach (rechts), 1,5 km
  - Moosmatte (links), 0,2 km
- Brunnfeld 2 (rechts), 0,3 km
- Brunnfeld 1 (rechts), 0,4 km
- Gunzebüel (rechts), 2,1 km
  - Astumpe (links), 0,1 km
  - Chalberhau (links), 0,5 km
  - Ghangetmatt (rechts), 0,5 km
  - Loostud (links), 0,3 km
  - Ämmet 1 (rechts), 0,6 km
    - Ämmet 2 (rechts), 0,3 km

  - Schwarzrüti (rechts), 0,3 km
- Teuffele (rechts), 0,7 km
  - Weidbächli (rechts), 0,5 km
- Bodemattbächli (links), 0,3 km
- Friedlisbergbächli (rechts), 0,8 km
- Islerewaldbächli (links), 0,6 km
- Hinterrütibächli (links), 0,6 km
- Hinteri Weidbächli (rechts), 0,3 km
- Runggelenbach (links), 1,4 km
  - Langemoosbächli (rechts), 0,3 km
  - Warmloobach (rechts), 0,5 km
- Chilebach (rechts), 2,4 km
  - Litishuse (links), 0,1 km
- Gulibach (links), 1,7 km
  - Chindlobach (rechts), 0,1 km
  - Birrhäulibach (rechts), 0,4 km
  - Herrenbergbächli (links), 0,2 km
- Buholzbach (rechts), 0,6 km
- Grossmattbächli (links), 0,5 km
  - Rossweidbach (rechts), 0,3 km
- Unterzelglibächli (links), 0,8 km